# Kazu no Miya

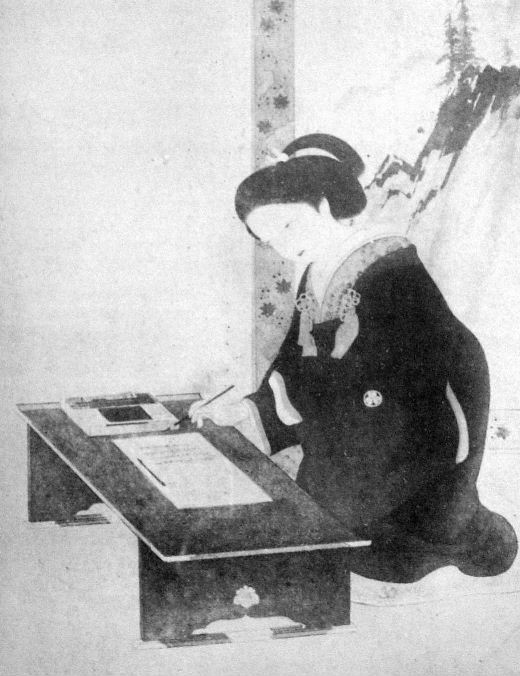
Kazu no Miya

Kazu no Miya (japanisch 和宮; geboren 3. Juli 1846 in Kyōto als Chikako (親子); gestorben 2. September 1872 in Tokio) war die Schwester des Kaisers Kōmei und Frau des 14. Shogun Tokugawa Iemochi.

## Leben und Wirken
Kazu no Miya war Tochter von Keiko (経子), die ihrerseits Tochter war von Gizō Gondainagon (議奏 権大納言) Hashimoto Sanehisa (橋本 実久; 1790–1857), dem Mitglied Staatsrates. Sie wuchs auf in der Hashimoto-Residenz. Im Juli 1851, im Alter von sechs Jahren, wurde sie mit dem kaiserlichen Prinzen Arisugawa Taruhito verlobt. Ab 1858 begann jedoch die Planung einer anderen Ehe unter der Leitung von Tairō Ii Naosuke und anderen mit dem Ziel, die Beziehungen zwischen Shogunat und kaiserlichem Hof zu harmonisieren. Dank der Bemühungen von Andō Nobumasa (1820–1871), einem hochrangigen Kommissar, konnte ihre Hochzeit mit Shogun Tokugawa Iemochi am 11. Februar 1862 in Edo stattfinden. Die beiden waren gleich alt.
Shogun Iemochi starb jedoch am 20. Juli 1866 auf der Burg Ōsaka an einer Krankheit, als er zum dritten Mal wegen der kriegerischen Auseinandersetzung mit  dem xx nach Kyōto reiste. Kazu no Miya, 21 Jahre alt, blieb auf der Burg Edo, und im Dezember schnitt sie ihre Haare ab und nannte sich „Seikan-in no miya“ (静寛院宮). Als Hitotsubashi Yoshinobu (一橋 慶喜; 1837–1913) 1867 die Nachfolge im Shogunat antrat, bemühte sie sich, die Anhänger des vierjährigen Tayasu Kamenosuke (田安 亀之助; 1863–1940) zu beruhigen. Dieser wurde später Yoshinobus Nachfolger und als Tokugawa Iesato das 16. Oberhaupt der Tokugawa.
Im Jahr 1868, während des Boshin-Krieges, schickte Prinz Arisugawa Taruhito, nun als „Tōsei daisŏku“, auf Wunsch von Tokugawa Yoshinobu seine Untergebene Dame Tsuchimikado Fujiko (土御門 藤子; 1842–1875) nach Tokio und zu den Tokugawa. Sie verteidigte den Status der Tokugawa als „Feinde des kaiserlichen Hofes“ (朝敵, Chōteki) und beantragte die Fortführung der Linie der Familie.
Nach der Übergabe der Burg Edo zog sich Kazu no Miya in die Shimizu-Residenz am Rande der Burg zurück. Sie  kehrte im Neujahr 1869 nach Kyōto zurück und blieb dort bis Juni 1874, bis sie wieder nach Tokio zurückkehrte. Ab August 1877 hielt sie sich zur Behandlung der chronischen Krankheit Beriberi im Tonosawa Onsen (塔ノ沢温泉) bei Hakone auf. Dort starb sie am 2. September. Ihr Grab befindet sich im Tempel Zōjō-ji in Shiba, Tokio, wo auch ihr Ehegatte bestattet ist.